# Ziânidas

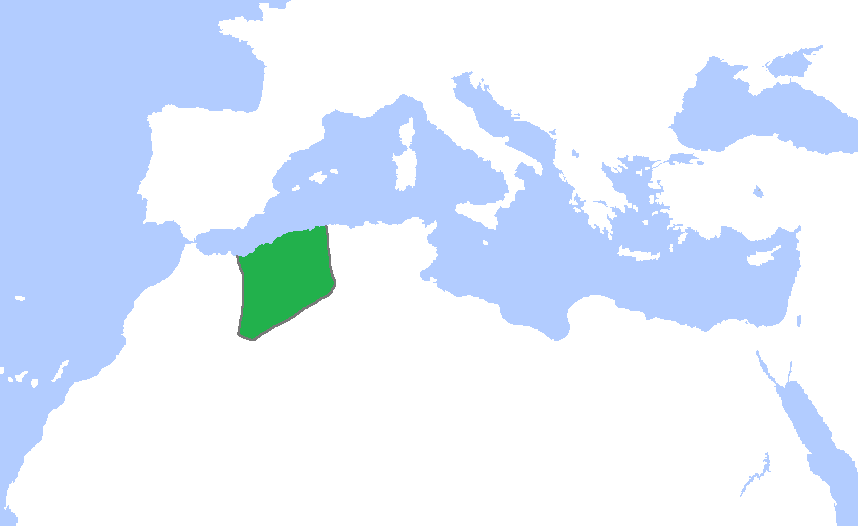
Território do Reino de Tremecém em sua maior extensão

Ziânidas (em árabe: زيانيون; romaniz.: Ziyānyūn) ou abdaluádidas (em árabe: بنو عبد الواد; romaniz.: Bānu ʿabd āl-Wād) foram uma uma dinastia bérbere zeneta que governou o Reino de Tremecém, uma área no noroeste da atual Argélia, centrado em Tremecém, cujo território estendeu-se da cidade até o rio Chelife e Argel, e alcançou em seu apogeu o rio Mulucha a oeste, Sijilmassa a sul e o rio Soummam a oeste. O governo deles durou de 1235 até 1556.

## História
Sob o colapso da autoridade do Califado Almóada em torno de 1236, o Reino de Tremecém tornou-se independente sob o governo dos ziânidas de Iaguemoracém ibne Zaiane. Ibne Zaiane foi capaz de manter controle sobre os grupos bérberes rivais, e quando enfrentou a ameaça exterior do Império Merínida, formou uma aliança com o emir de Granada e o rei de Castela, Afonso X (r. 1252–1284).
Após a morte de ibne Zaiane, o sultão merínida Alboácem Ali ibne Otomão (r. 1331–1348) sitiou Tremecém por 8 anos (1337–48) e finalmente capturou-a.  Após um período de auto-controle, ela foi capturada novamente pelos merínidas de Abu Inane Faris (r. 1348–1358) de 1352 a 1359. Os merínidas reocupou-a periodicamente, particularmente em 1360 e 1370. Em ambos os casos, os merínidas descobriram que eram incapazes de manter a região contra a resistência local, embora estes episódios parecem ter marcado o começo do fim dos ziânidas.
No século XV, tentou-se uma expansão para leste, mas provou-se desastrosa, e como consequência destas incursões estiveram tão enfraquecidos pelos próximos dois séculos, que o Reino de Tremecém foi intermitentemente um vassalo do Reino Haféssida, do Marrocos merínida, ou Aragão. Quando os espanhóis tomaram a cidade de Orã do reino em 1509, a continua pressão dos bérberes levou os espanhóis a tentarem um contra-ataque contra a cidade de Tremecém em 1543, que foi considerado pelo papado para ser uma cruzada. A tentativa espanhola de tomar a cidade falhou no primeiro ataque, embora a vulnerabilidade estratégica de Tremecém levou os atacantes a mudarem seus esforços para a mais segura e fortemente fortificada base corsária em Argel.
Em 1554, o Reino de Tremecém tornou-se um protetorado do Império Otomano, que mais tarde depôs os ziânidas e anexou o país à Regência de Argel. A queda deste reino, que nunca foi um inimigo formidável, pode ser relacionada a uma série de razões. Primeiro, eles não tinham uma unidade cultura e geográfica. Eles também constantemente enfrentavam questões internas, e não tinham fixado fronteiras, e finalmente e mais importante foi o fato de que dependiam dos nômades árabes como exército.

## Lista de governantes
- Iaguemoracém ibne Zaiane 1236–1283 ou Abu Iáia I ibne Zaiane (1236–1283)
- Abuçaíde Otomão I 1283–1303 (filho do anterior) ou Otomão ibne Iaguemoracém (1283–1304)
- Abu Zaiane I 1303–1308 (filho do anterior)
- Abu Hamu I 1308–1318 (irmão do anterior)
- Abu Taxufine I 1318–1337 (filho do anterior)

Primeira conquista merínida - 1337–1348 (o governante merínida foi Alboácem Ali ibne Otomão)
- Abuçaíde Otomão II 1348–1352 (filho de Abu Taxufine I)
- Abu Tabide I (associado) 1348–1352 (irmão de Abuçaíde Otomão II)

Segunda conquista merínida - 1352–1359 (o governante merínida foi Abu Inane)
- Abu Hamu II Muça governou em 1359–1360, 1360–1370, 1372–1383, 1384–1387, 1387–1389 (irmão de Abuçaíde Otomão II). Expedição fracassada para Bugia em 1366
- Abu Zaiane Maomé II ibne Otomão governou em 1360, 1370–1372, 1383–1384 e 1387 durante os períodos quando Abu Hamu II foi removido do poder.
- Abu Taxufine II 1389–1393 (filho de Abu Hamu I)
- Abu Tabide II 1393 (filho de Abu Taxufine I)
- Abul Alhajaje I  1393–1394 (irmão do anterior)
- Abu Zaiane II 1394–1399 (irmão do anterior)
- Abu Mu I 1399–1401 (irmão do anterior)
- Abu Abedalá I 1401–1411 (irmão do anterior)
- Abderramão I ibne Abu Mu 1411 (filho de Abu Mu I)
- Saíde I ibne Abu Taxufine 1411 (irmão de Abu Mu I)
- Abu Maleque I 1411–1423 (irmão de Saíde I)
- Abu Abedalá II 1423–1427 (filho de Abderramão I)

Guerra Civil - 1427–1429
- Abu Abedalá II (segunda vez) 1429–1430
- Abu Alabás Amade I 1430–1461 (filho de Abu Tabide II)
- Abu Abedalá III 1461–1468 (filho do anterior)
- Abu Taxufine III 1468 (filho do anterior)
- Abu Abedalá IV 1468–1504 (irmão do anterior)
- Abu Abedalá V 1504–1517 (filho do anterior)
- Abu Hamu III 1517–1527 (filho de Abu Abbas Ahmad)
- Abu Mu II 1527–1540 (irmão do anterior)
- Abu Abedalá VI 1540 (filho do anterior)
- Abu Zaiane III 1540–1543 (irmão do anterior)

Conquista saadita - 1543–1544
- Abu Zaiane III (segunda vez) 1544–1550
- Haçane ibne Abu Mu 1550–1556 (irmão do anterior)